# Sarcophaga boettcheri
Sarcophaga boettcheri är en tvåvingeart som beskrevs av Villeneuve 1912. Sarcophaga boettcheri ingår i släktet Sarcophaga och familjen köttflugor.
Artens utbredningsområde är Ungern. Inga underarter finns listade i Catalogue of Life.